# Сайко Микола Пилипович
Сайко́ Мико́ла Пили́пович (1897, Бориспіль, Переяславський повіт, Полтавська губернія, Російська імперія — 1949, Ніжин, Українська РСР) — український радянський літературознавець, поет і викладач.

## Біографія
Народився 1897 року в Борисполі (нині — Київська область, Україна). 1917 року закінчив Полтавський учительський інститут. Працював у школах Харківської області, Борисполя, згодом — у Києві. 1932 року, закінчивши аспірантуру при Інституті літератури імені Тараса Шевченка, залишився там працювати. У 1933 році переїхав до Лубен, працював у педагогічному інституті, очолював кафедру. З 1934 до 1946 року викладав історію української літератури і керував літературною студією в Ніжинському педагогічному інституті.
У 1937 року як викладач української літератури був звинувачений у націоналізмі, участі в націоналістичній організації «Плуг». Був заарештований, увільнений з посади завідувача кафедри української літератури. Звинувачення не визнав, п'ять місяців потому, після єжовщини, був звільнений з тюрми і поновлений на посаді доцента цієї ж кафедри педагогічного інституту. 1941 року захистив кандидатську дисертацію. 
Після початку війни Сайку з родиною не вдалося евакуюватися. Влаштувався на посаду інспектора початкових шкіл на Харківщині. Через донос колишнього студента був заарештований, з січня по вересень 1943 року перебував у німецький в'язниці, де захворів на сухоти.
Після визволення України ще довго лікувався. 1944 року повертається до Ніжина і поновлюється на викладацькій посаді в педагогічному інституті.
1946 року заарештований вдруге за звинуваченням у націоналізмі та співробітництві з нацистами під час окупації. У в'язниці захворів. Поміщений в психіатричну лікарню, де він 1949 року покінчив життя самогубством.

## Творчість
Писати вірші почав рано. Перші публікації з'явилися 1925 року в бориспільській періодиці. Працюючи в школах, підтримував зв'язки з творчими організаціями. З 1925 до 1932 року був членом літературної організації селянських письменників «Плуг».
Вірші Миколи Сайка були помічені Павлом Тичиною, який підтримав творчі спроби молодого поета. У журналі «Червоний шлях», де Тичина очолював відділ поезії, було опубліковано кілька віршів Сайка. 1927 року побачили світ його поезії: «Жнива», «Вже сонце з золотого лука», «У саду дзвенять синиці», «Під умитими зорями», «Щодня з-за школи сонце сходить…» та ін.
1930 року вийшла друком перша збірка поезій Миколи Сайка «Жайворонок степу», до якої увійшло 32 вірші. Всі вони проникнуті оптимізмом. Через змалювання природи, її стану в різні пори року розкривається доля ліричного героя. Багато творів поета мають філософський характер, чим зумовлені складні метафори.
Микола Сайко підтримував творчі зв'язки з Павлом Тичиною, Володимиром Сосюрою та іншими поетами та письменниками. Багато часу приділяв вихованню молодих талантів, вчив письменників-початківців долати труднощі літературної праці. Сайко відомий у літературі як критик та літературознавець. Автор статей «Творчий шлях М. Горького», «О. С. Пушкін в українській літературі» та ін.
Деякі твори поета були опубліковані після його смерті у збірці «Із поезії 20-х років», газеті «Деснянська правда», в альманасі «День поезії» (1963), журналі «Вітчизна» (1967) та ін.

## Видання творів
- Сайко Микола. Жайворонок степу. — Х., К. : ДВУ, 1930. — 94, [2] с.
- Сайко М. П. Поезії / упор. та вступ. стаття Олекси Ющенка. — К. : Радянський письменник, 1969. — 95 с.